# Louis Feuillade
Louis Feuillade (19 februari 1873 – 25 februari 1925) was een Franse filmregisseur die vooral bekend is omwille van zijn filmreeksen Fantômas, Les Vampires en Judex.

## Biografie
Feuillade werd geboren in een bescheiden familie van wijnhandelaren en na het afstuderen werkte hij een tijdje als boekhouder in het familiebedrijf. Hij werkte daarnaast als journalist voor uitgeverij La Maison de la Bonne Presse. Vanaf 1905 begon hij scenario's die hij schreef te verkopen. In 1907 werd hij artistiek directeur van Gaumont. Daar kreeg hij al snel de kans zelf films te regisseren.

## Werk
Na de komst van de geluidsfilm raakte het werk van Feuillade in de vergetelheid. In totaal maakte Feuillade ongeveer achthonderd films waarvan zo'n tachtig procent verloren ging. Henri Langlois en zijn Cinémathèque Française zetten zich vanaf 1936 in om zijn oeuvre te redden. Bekende cineasten als Alain Resnais, François Truffaut, Jean-Luc Godard en Luis Buñuel hielpen mee om zijn werk weer onder de aandacht te brengen.
Feuillade was van alle markten thuis. Hij maakte trucagefilms, komedies, drama's die zich situeerden in de Oudheid, bijbelfilms, exotische avonturenfilms en politiefilms. Het meeste talent had hij voor zogenaamde 'episode-films': films die een reeks vormden en eindigden op een cliffhanger, waarna het bioscooppubliek ging uitkijken naar de volgende aflevering. Zijn bekende reeksen Fantômas (vijf afleveringen, 1913-14), Les Vampires (tien afleveringen, 1915-16), en Judex (12 afleveringen, 1916) werkten volgens dit principe.

### Selectie van films
Fantômas
- Fantômas -  A l'ombre de la guillotine
- Juve contre Fantômas
- Le Mort qui tue
- Fantômas contre Fantômas
- Le faux magistrat

- Bibsys: 99031279
- Bibliothèque nationale de France: cb12080319b (data)
- Catàleg d'autoritats de noms i títols de Catalunya: 981058602799006706
- CiNii: DA19570616
- Gemeinsame Normdatei: 118956574
- International Standard Name Identifier: 0000 0001 2283 555X
- Library of Congress Control Number: n89624450
- Nationale Bibliotheek van Tsjechië: xx0034481
- Nationale Bibliotheek van Israël: 987007427898805171
- Nederlandse Thesaurus van Auteursnamen: 070815461
- Réseau des bibliothèques de Suisse occidentale: 02-A003241082
- LIBRIS: 283579
- SNAC: w6vr6xgw
- Système universitaire de documentation: 029108438
- Virtual International Authority File: 100963214
- WorldCat: E39PBJqvVf6tJMpJrqWvFktkDq